# Orest Kostyk
Orest Mychajlovyč Kostyk (in ucraino Орест Михайлович Костик?; Zarvanycja, 16 aprile 1999) è un calciatore ucraino, portiere del Muras Junajted.

## Carriera
Cresciuto nel settore giovanile del Karpaty, ha mosso i primi passi nelle serie minori del campionato ucraino. Dopo un periodo da svincolato, nel febbraio del 2019 è stato ingaggiato dal L'viv, con cui ha debuttato tra i professionisti il 17 ottobre 2020, in occasione dell'incontro di Prem"jer-liha perso 5-1 contro lo Šachtar. Nell'aprile del 2022 è stato ceduto in prestito allo Jonava, club militante nella prima divisione lituana. Due mesi dopo il prestito è stato interrotto, per poi essere acquistato a titolo definitivo dal Metalist, tornando così a giocare nella prima divisione ucraina.

## Statistiche

### Presenze e reti nei club
Statistiche aggiornate al 27 novembre 2022.
| Stagione        | Squadra         | Campionato      | Campionato | Campionato | Coppe nazionali | Coppe nazionali | Coppe nazionali | Coppe continentali | Coppe continentali | Coppe continentali | Altre coppe | Altre coppe | Altre coppe | Totale | Totale |
| Stagione        | Squadra         | Comp            | Pres       | Reti       | Comp            | Pres            | Reti            | Comp               | Pres               | Reti               | Comp        | Pres        | Reti        | Pres   | Reti   |
| --------------- | --------------- | --------------- | ---------- | ---------- | --------------- | --------------- | --------------- | ------------------ | ------------------ | ------------------ | ----------- | ----------- | ----------- | ------ | ------ |
| feb.-giu. 2019  | L'viv           | PL              | 0          | 0          | CU              | 0               | 0               |                    | -                  | -                  |             | -           | -           | 0      | 0      |
| 2019-2020       | L'viv           | PL              | 0          | 0          | CU              | 0               | 0               |                    | -                  | -                  |             | -           | -           | 0      | 0      |
| 2020-2021       | L'viv           | PL              | 16         | -33        | CU              | 1               | -2              |                    | -                  | -                  |             | -           | -           | 17     | -35    |
| 2021-apr. 2022  | L'viv           | PL              | 4          | -12        | CU              | 0               | 0               |                    | -                  | -                  |             | -           | -           | 4      | -12    |
| Totale L'viv    | Totale L'viv    | Totale L'viv    | 20         | -45        |                 | 1               | -2              |                    | -                  | -                  |             | -           | -           | 21     | -47    |
| apr.-giu. 2022  | Jonava          | A               | 5          | -11        | CL              | 1               | 0               |                    | -                  | -                  |             | -           | -           | 6      | -11    |
| 2022-2023       | Metalist        | PL              | 9          | -10        |                 | -               | -               |                    | -                  | -                  |             | -           | -           | 9      | -10    |
| Totale carriera | Totale carriera | Totale carriera | 34         | -66        |                 | 2               | -2              |                    | -                  | -                  |             | -           | -           | 36     | -68    |